# Welmoed
Welmoed (ook wel Welmoet of het meer verfrieste Welmoedtsje) is een Noord-Nederlandse meisjesnaam. De naam is van oorsprong een zogeheten tweestammige Germaanse naam, bestaande uit de stammen wil- of wel- ("wilskracht", "streven") en -mud ("moed(ig)", "stemming", "toorn"). Hoewel de naam een Friese herkomst wordt meegegeven, kwam deze naam vroeger ook vrij frequent voor in Noord-Holland, ook wel in de vormen wolmet en wolmoed. Anno 2006 komt de naam nog slechts weinig in Nederland voor. 
De naam Welmoed zorgt vaak voor verwarring. Mensen verstaan 'Wendelmoed', 'Helmut', 'Vermouth' of 'Walnut'. Buitenlanders hebben dikwijls moeite de naam goed uit te spreken. Tegenwoordig wordt de naam ook geassocieerd met de wijn 'Welmoed' uit Stellenbosch in Zuid-Afrika.

## De naam in de literatuur
- In het boek 'Lange maanden' van Imme Dros komt een Welmoed voor.
- Claes en Welmoed Honig schreven 'Laatste vrijheid, In vier jaar in een zeiljacht rond de wereld 1970-1974'.
- Schrijfster Welmoed Homan schrijft boeken voor mensen die Nederlands als tweede taal willen leren.
- In het boek Stiefmoeder Aarde van Theun de Vries komt een Welmoed voor.

## Bekende personen met de naam Welmoed
- Welmoed Sijtsma, tv-presentatrice